# Rue Beaurepaire (Paris)
Pour les articles homonymes, voir Rue Beaurepaire.
La rue Beaurepaire est une voie du 10e arrondissement de Paris, en France.

## Situation et accès

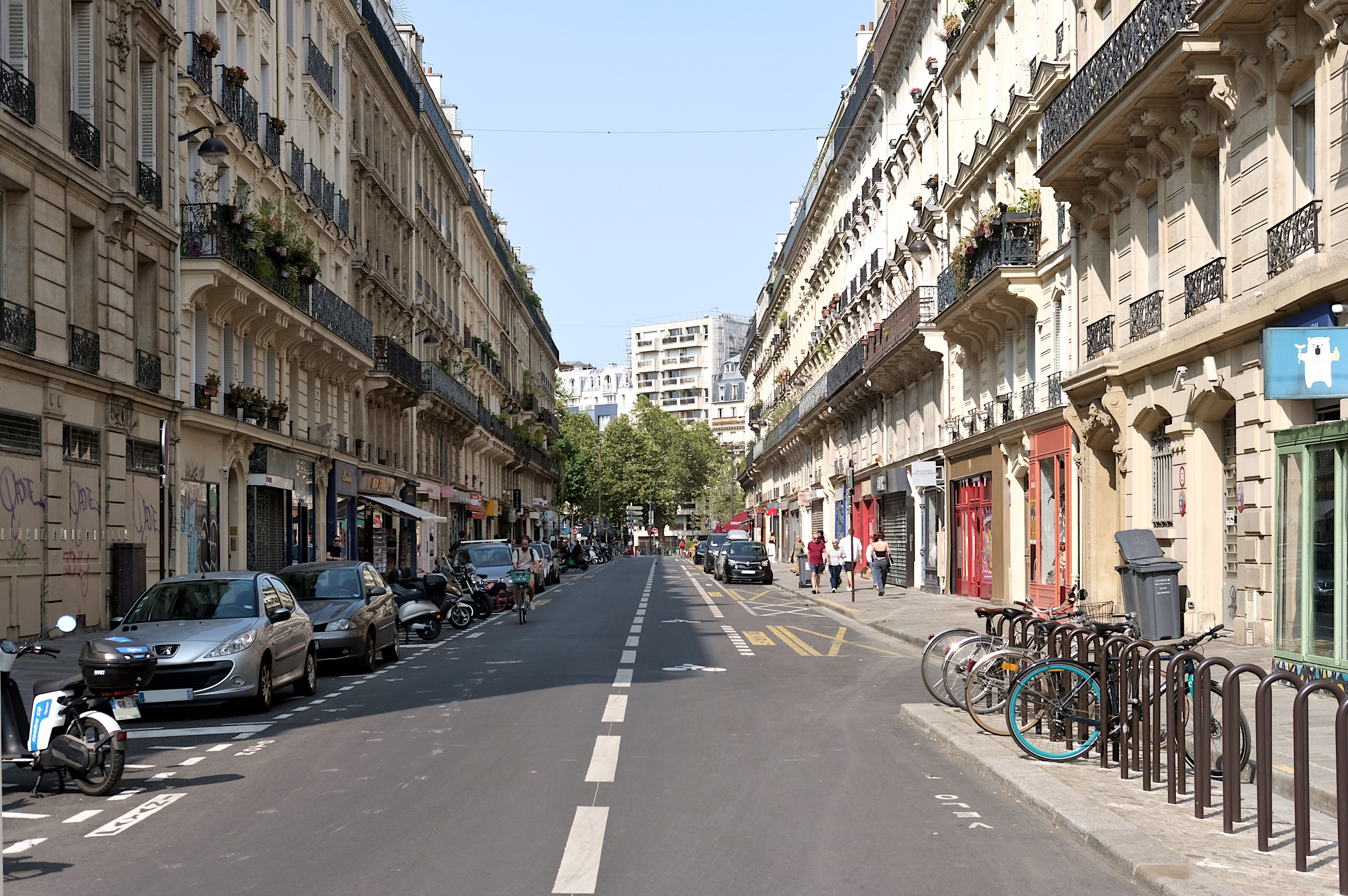
La rue Beaurepaire en août 2024.

La rue Beaurepaire est une voie publique située dans le 10e arrondissement de Paris. Elle débute aux 2, boulevard de Magenta et 1, rue Léon-Jouhaux (au carrefour de la place de la République) et se termine aux 16, rue de Marseille et 71, quai de Valmy (au carrefour de la rue Jean-Poulmarch), au niveau de la passerelle Richerand.
Le quartier est desservi par la ligne 5 à la station Jacques Bonsergent.

## Origine du nom

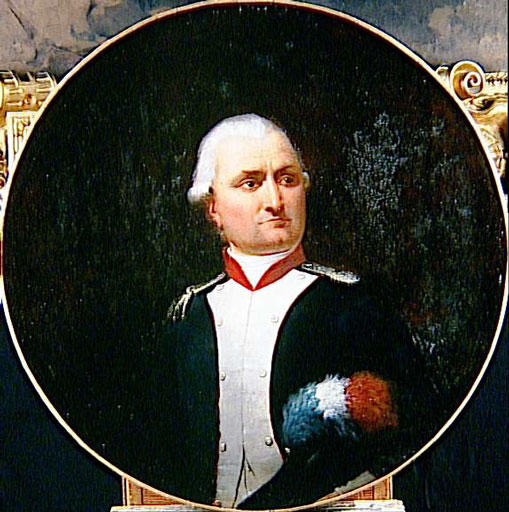
Nicolas Beaurepaire.

Cette voie porte le nom de Nicolas-Joseph Beaurepaire (1740-1792), défenseur de Verdun en 1792.

## Historique
La rue Beaurepaire a été ouverte par décret du 17 février 1864 sous le nom de « rue Magnan ».
Elle reçoit sa dénomination actuelle par l'arrêté préfectoral du 16 août 1879. Il s'agit de dé-commémorer Bernard Pierre Magnan, maréchal de France lié au Second Empire.
Le 23 avril 1888, au numéro 16 de la rue, au domicile de ses parents, naît le futur réalisateur français Marcel L'Herbier.

## Bâtiments remarquables et lieux de mémoire

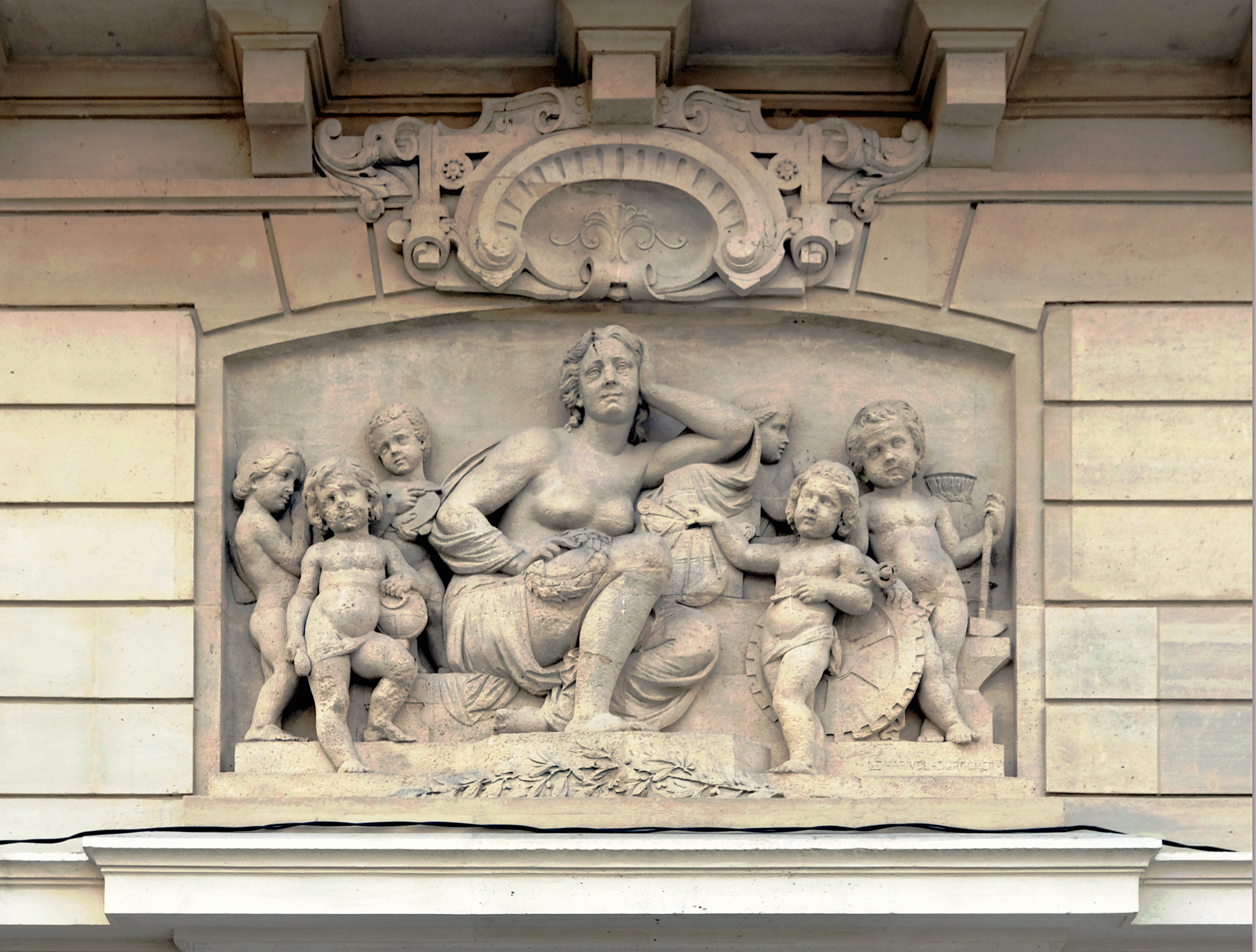
Le bas relief du numéro 11bis.
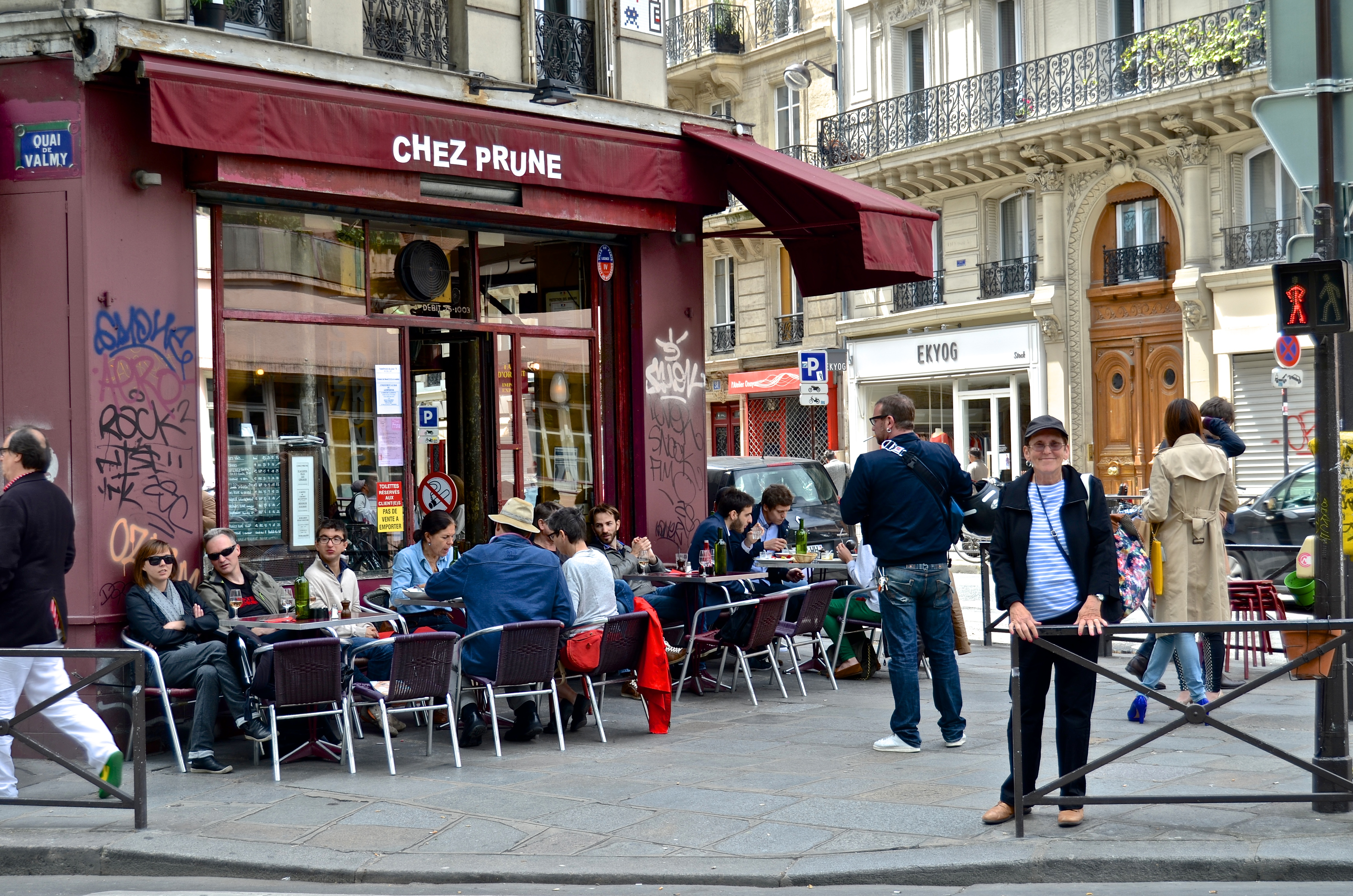
Chez Prune, à l'angle du quai Valmy.